# UEFA-futsal-bajnokok ligája
Az UEFA-futsal-bajnokok ligája (angolul: UEFA Futsal Champions League) egy az UEFA által kiírt nemzetközi futsaltorna.
2001-ben alapították és minden évben megrendezésre kerül. A 2017-18-as szezonban a torna történetében első magyar csapatként a Rába ETO jutott a négyes döntőben, ahol két vereséget szenvedve a negyedik helyen végzett. A 2018-19-es szezontól hivatalosan is UEFA-futsal-bajnokok ligája a sorozat elnevezése, előtte UEFA-futsalkupa volt a neve.

## Eredmények
| Szezon  | Győztes                    | Eredmény        | Döntős              | Elődöntők vesztesei                        | Elődöntők vesztesei                        | Elődöntők vesztesei                        |
| ------- | -------------------------- | --------------- | ------------------- | ------------------------------------------ | ------------------------------------------ | ------------------------------------------ |
| 2001–02 | Playas de Castellón        | 5–1             | Action 21 Charleroi | MNK Split és Sporting CP                   | MNK Split és Sporting CP                   | MNK Split és Sporting CP                   |
| 2002–03 | Playas de Castellón        | 7–5 (1–1, 6–4)  | Action 21 Charleroi | Furpile Prato és Boomerang Interviú        | Furpile Prato és Boomerang Interviú        | Furpile Prato és Boomerang Interviú        |
| 2003–04 | Boomerang Interviú         | 7–5 (4–1, 3–4)  | Benfica             | Action 21 Charleroi és Playas de Castellón | Action 21 Charleroi és Playas de Castellón | Action 21 Charleroi és Playas de Castellón |
| 2004–05 | Action 21 Charleroi        | 10–9 (4–3, 6–6) | Gyinamo Moszkva     | ElPozo Murcia és Boomerang Interviú        | ElPozo Murcia és Boomerang Interviú        | ElPozo Murcia és Boomerang Interviú        |
| 2005–06 | Boomerang Interviú         | 9–7 (6–3, 3–4)  | Gyinamo Moszkva     | Kajrat Almati és Sahtar Doneck             | Kajrat Almati és Sahtar Doneck             | Kajrat Almati és Sahtar Doneck             |
| Szezon  | Győztes                    | Eredmény        | Döntős              | Harmadik hely                              | Eredmény                                   | Negyedik hely                              |
| 2006–07 | Gyinamo Moszkva            | 2–1             | Boomerang Interviú  | ElPozo Murcia                              | 1–1 (4–3 b.u.)                             | Action 21 Charleroi                        |
| 2007–08 | Viz-Szinara Jekatyerinburg | 4–4 (3–2 b.u.)  | ElPozo Murcia       | Gyinamo Moszkva                            | 5–0                                        | Kajrat Almati                              |
| 2008–09 | Inter Movistar             | 5–1             | MFK Viz-Szinara     | Kajrat Almati                              | 1–0                                        | Gyinamo Moszkva                            |
| 2009–10 | Benfica                    | 3–2 (h.u.)      | Inter Movistar      | Araz Naxçivan                              | 2–2 (5–4 b.u.)                             | Luparense                                  |
| 2010–11 | Montesilvano               | 5–2             | Sporting CP         | Kajrat Almati                              | 3–3 (5–3 b.u.)                             | Benfica                                    |
| 2011–12 | FC Barcelona               | 3–1             | Gyinamo Moszkva     | Marca Futsal                               | 3–3 (4–3 b.u.)                             | Sporting CP                                |
| 2012–13 | Kajrat Almati              | 4–3             | Gyinamo Moszkva     | FC Barcelona                               | 4–1                                        | Iberia Star Tbilisi                        |
| 2013–14 | FC Barcelona               | 5–2 (h.u.)      | Gyinamo Moszkva     | Araz Naxçivan                              | 6–4                                        | Kajrat Almati                              |
| 2014–15 | Kajrat Almati              | 3–2             | FC Barcelona        | Sporting CP                                | 8–3                                        | Gyinamo Moszkva                            |
| 2015–16 | Gazprom-Jugra Jugorszk     | 4–3             | Inter Movistar      | Benfica                                    | 2–2 (2–0 b.u.)                             | ASD Pescara                                |
| 2016–17 | Inter Movistar             | 7–0             | Sporting CP         | Kajrat Almati                              | 5–5 (3–2 b.u.)                             | Gazprom-Jugra Jugorszk                     |
| 2017–18 | Inter Movistar             | 5–2             | Sporting CP         | FC Barcelona                               | 7–1                                        | Rába ETO                                   |
| 2018–19 | Sporting CP                | 2–1             | Kajrat Almati       | FC Barcelona                               | 3–1                                        | Inter Movistar                             |
| 2019–20 | FC Barcelona               | 2-1             | ElPozo              | Tyumen                                     | 3-2 (h.u.)(b.u.)                           | KPRF                                       |
| Szezon  | Győztes                    | Eredmény        | Döntős              | Az elődöntő vesztesei                      | Az elődöntő vesztesei                      | Az elődöntő vesztesei                      |
| 2020–21 | Sporting CP                | 4–3             | Barcelona           | Inter FS és Kajrat Almati FK               | Inter FS és Kajrat Almati FK               | Inter FS és Kajrat Almati FK               |
| 2021–22 | Barcelona                  | 4–0             | Sporting CP         | Benfica                                    | 5-2                                        | ACCS Asnières 92                           |
| 2022–23 | Palma Futsal               | 1–1 (bün 5–3)   | Sporting CP         | Benfica                                    | 4-3                                        | Anderlecht                                 |
| 2023–24 | Palma Futsal               | 5–1             | Barcelona           | Benfica                                    | 6-3                                        | Sporting CP                                |
| 2024–25 | Palma Futsal               | 9-4             | Kajrat Almati FK    | FS Cartagena                               | 2-2 (bün: 3-1)                             | Sporting CP                                |

- b.u. – büntetők után
- h.u. – hosszabbítás után

## Rekordok és statisztikák

### Csapatonkénti ranglista
| Csapat                 | Győzelem | Döntő | Győztes szezon               | Döntős szezon                |
| ---------------------- | -------- | ----- | ---------------------------- | ---------------------------- |
| Inter Movistar         | 5        | 3     | 2004, 2006, 2009, 2017, 2018 | 2007, 2010, 2016             |
| FC Barcelona           | 4        | 3     | 2012, 2014, 2020, 2022       | 2015, 2021, 2024             |
| Palma Futsal           | 3        | 0     | 2023, 2024, 2025             |                              |
| Sporting CP            | 2        | 5     | 2019, 2021                   | 2011, 2017, 2018, 2022, 2023 |
| Kajrat Almati          | 2        | 2     | 2013, 2015                   | 2019, 2025                   |
| Playas de Castellón    | 2        | 0     | 2002, 2003                   |                              |
| Gyinamo Moszkva        | 1        | 5     | 2007                         | 2005, 2006, 2012, 2013, 2014 |
| Action 21 Charleroi    | 1        | 2     | 2005                         | 2002, 2003                   |
| MFK Viz-Szinara        | 1        | 1     | 2008                         | 2009                         |
| Benfica                | 1        | 1     | 2010                         | 2004                         |
| Montesilvano           | 1        | 0     | 2011                         |                              |
| Gazprom-Jugra Jugorszk | 1        | 0     | 2016                         |                              |
| ElPozo Murcia          | 0        | 2     |                              | 2008, 2020                   |
| Összesen               | 23       | 23    |                              |                              |